# Shinkansen Seria 700

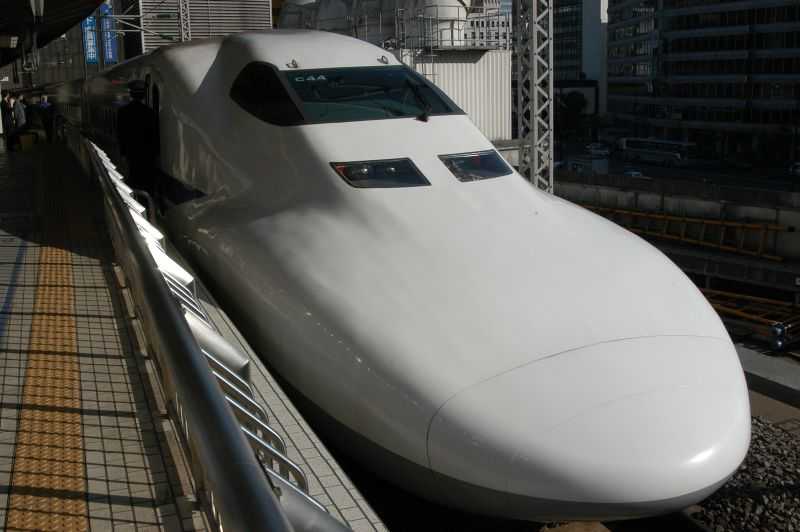
Shinkansen Seria 700

Shinkansen Seria 700 garnituri de tren care rulează pe rețeaua de mare viteză japoneză Shinkansen. Trenul a fost proiectat să atingă performanțe similiare cu Shinkansen Seria 500, dar la costuri inferioare

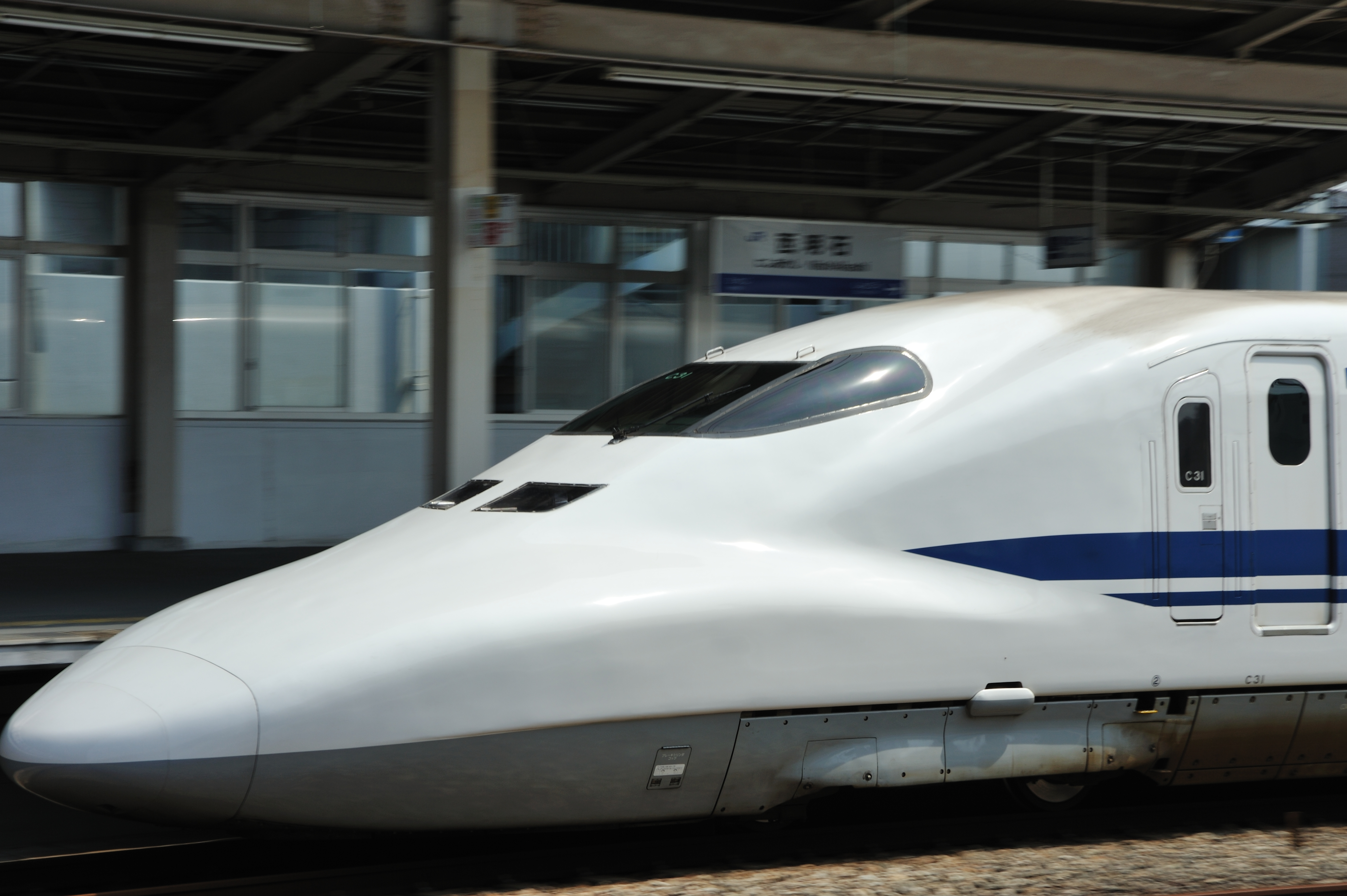
Shinkansen Seria 700